# Thượng viện Pháp
Thượng viện Cộng hòa Pháp (tiếng Pháp: Sénat République française) là thượng nghị viện của Lập pháp Pháp theo hệ thống lưỡng viện. Là cơ quan giữ quyền lập pháp với Quốc hội. Điều 24 Hiến pháp Pháp quy định "Thượng viện thực hiện chức năng đại diện cho các cộng đồng lãnh thổ địa phương của Cộng hòa Pháp". Trụ sở của Thượng viện đặt tại Cung điện Luxembourg.
Thượng viện được bầu gián tiếp và có nhiệm kỳ 6 năm và cứ 3 năm bầu lại 1/2 thượng nghị sĩ. 

## Lịch sử
Thượng viện đầu tiên được thành lập tại Pháp năm 1795 trong thời kỳ Đệ Nhất Cộng hòa với tên gọi là Hội đồng trưởng lão là thượng nghị viện. Trong giai đoạn từ Đệ Nhất Đế chế và Đệ Nhị Đế chế đều thành lập Thượng viện (Sénat conservateur), trên danh nghĩa là cơ quan Lập pháp nhưng thực tế thì không phải như vậy. Có thể được xem là cơ quan tư vấn tương tự Viện nguyên lão La Mã.
Vào giai đoạn Bourbon phục hoàng năm 1814, thượng viện được thành lập với tên gọi Viện Quý tộc (Chambre des Pairs) theo mô hình Viện Quý tộc của Anh, ban đầu nghị viên là cha truyền con nối, sau quân chủ tháng 7 năm 1830 đã trở thành cơ quan được chỉ định tới hết đời. Trong giai đoạn Đệ Nhị Cộng hòa (1848) đã xóa bỏ lưỡng viện áp dụng chế độ đơn viện. Nhưng khi Đệ Nhị Đế chế được thành lập (1852) đã sử dụng lại chế độ lưỡng viện, thượng viện được tái lập. Trong giai đoạn đệ Tứ Cộng hòa (1947) Thượng viện được thay thế bằng Hội đồng Cộng hòa, có quyền hạn chức năng tương đương Thượng viện.
Với Bản Hiến pháp Đệ Ngũ Cộng hòa được thi hành ngày 4/10/1958, Thượng viện được tái lập và tên cũ Thượng viện được sử dụng lại.
Năm 2011 Đảng Xã hội Pháp lần đầu tiên giành quyền kiểm soát Thượng viện từ khi thành lập Đệ Ngũ Cộng hòa.

## Chức năng và quyền hạn
Theo Hiến pháp Thượng viện có quyền lực tương tự Quốc hội. Dự thảo có thể gửi từ chính phủ (projets de loi) hoặc từ một trong 2 viện thuộc Nghị viện (propositions de loi). Bởi vì cả hai viện đều có quyền sửa đổi dự thảo, nên viện nào được trình trước sẽ tiến hành thảo luận về dự thảo đó trên cơ sở văn bản dự thảo do Chính phủ trình.
Dự thảo được xem xét, thảo luận bởi 2 viện để thông qua 1 văn bản thống nhất. Trong trường hợp do có ý kiến khác nhau giữa 2 viện mà sau 2 lần xem xét, thảo luận tại mỗi viện mà dự thảo không được thông qua hoặc trong trường hợp mỗi viện xem xét một lần mà Chính phủ tuyên bố tính cấp thiết phải ban hành thì Thủ tướng có quyền đề nghị một Ủy ban hỗn hợp có thành phần ngang số giữa 2 viện chịu trách nhiệm soạn thảo, đề xuất 1 văn bản về các quy định vẫn còn ý kiến khác nhau.
Văn bản do Ủy ban hỗn hợp soạn thảo có thể được Chính phủ trình 2 viện phê duyệt. Mọi sửa đổi bổ sung đều không được chấp thuận nếu có sự đồng ý của Chính phủ.

## Phiên họp
Phiên họp của Thượng viện được tổ chức công khai. Toàn văn bản báo cáo phiên họp được đăng trên Công báo.
Theo đề nghị của Thủ tướng hoặc của 10% số nghị sĩ, phiên họp có thể tổ chức họp kín.

## Thành phần
| Đảng và Liên minh                                | Đảng và Liên minh                                                                 | Viết tắt. | 2004 | *   | 2008 | ±   | 2011 | ±   |
| ------------------------------------------------ | --------------------------------------------------------------------------------- | --------- | ---- | --- | ---- | --- | ---- | --- |
|                                                  | Đảng liên minh vì phong trào nhân dân (Union pour un mouvement populaire)         | UMP       | 159  | 56  | 151  | –8  | 132  | –19 |
|                                                  | Liên minh Trung dung-UDF (Union centriste–Union pour la démocratie française)     | UC-UDF    | 30   | 4   | 29   | –1  | 31   | +2  |
|                                                  | Đảng Xã hội (Parti socialiste)                                                    | PS        | 95   | 29  | 116  | +21 | 131  | +15 |
|                                                  | Cộng sản, Cộng hòa và Công dân (Communiste, républicain, et citoyen)              | CRC       | 23   | 3   | 23   | +0  | 21   | –2  |
|                                                  | Đảng Xanh-Sinh thái châu Âu (Europe Écologie–Les Verts)                           | VEC       | 0    | +0  | 0    | +0  | 10   | +10 |
|                                                  | Tập hợp Dân chủ và Xã hội châu Âu (Rassemblement démocratique et social européen) | RDSE      | 17   | 8   | 17   | +0  | 16   | –1  |
|                                                  | Tổng UMP, UC-UDF (Cánh hữu)                                                       |           | 189  | 60  | 180  | –9  | 164  | –16 |
|                                                  | Tổng PS, CRC, VEC và RDSE (Cánh tả)                                               |           | 118  | 32  | 139  | +21 | 177  | +38 |
|                                                  | Không thuộc nhóm                                                                  | NI        | 6    | 1   | 7    | +1  | 7    | +0  |
|                                                  | Tổng                                                                              |           | 331  | 114 | 343  | +12 | 348  | +5  |
| * - Ghế cho bầu cử (loại A) Source: Public Senat |                                                                                   |           |      |     |      |     |      |     |

## Nghị sĩ và Bầu cử

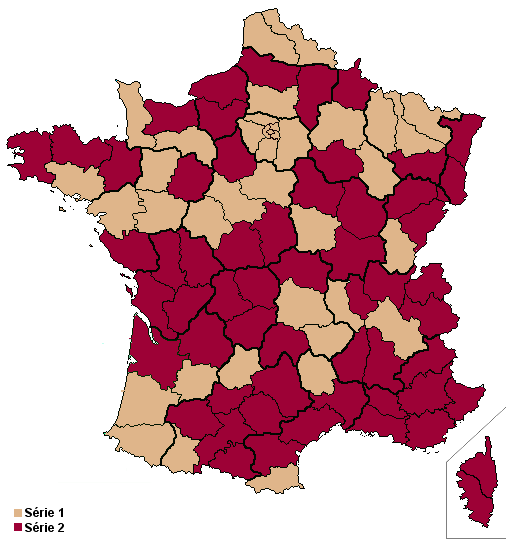
Số ghế nhóm 1 và nhóm 2

Cho tới tháng 9/2004 Thượng viện có 321 nghị sĩ, từng được bầu với nhiệm kỳ 9 năm, sau đó nhiệm kỳ đã được giảm xuống 6 năm và số nghị sĩ tăng dần, năm 2011 số nghị sĩ là 348 nghị sĩ để phản ánh sự tăng trưởng dân số. Nghị sĩ ban đầu được bầu 1/3 3 năm sau đó được thay đổi còn 1/2 3 năm.
Thượng nghị sĩ được bầu gián tiếp bởi hơn 150000 đại cử tri (grands électeurs) bao gồm uỷ viên hội đồng vùng, tỉnh và các nghị sĩ Quốc hội. Tuy nhiên 90% đại cử tri được Hội đồng chỉ định.
Thượng nghị sĩ không bị truy tố, điều tra, bắt giữ, xét xử vì những ý kiến phát biểu khi thực hiện chức năng và quyền hạn của mình.
Thượng nghị sĩ chỉ bị bắt giữ hay biện pháp hạn chế tự do trong lĩnh vực hình sự khi có sự cho phép của Thượng viện hoặc Thường vụ Thượng viện. Trong trường hợp phạm tội quả tang hoặc đã có bản án kết tội của Tòa án thì không cần có sự cho phép của Thượng viện hoặc Thường vụ Thượng viện.
Biện pháp tạm giam, hạn chế tự do hay truy tố thượng nghị sĩ bị tạm đình chỉ trong thời gian họp của Nghị viện nếu có yêu cầu tự Thượng viện.

## Ngân sách
Ngân sách Thượng viện trong năm 2007 là 321,9 triệu €, và trong đó 11,4 triệu duy trì khu vườn trong cung điện Luxembourg và 1,2 triệu cho bảo tàng Luxembourg.
Trong số 309,2 triệu € của Thượng viện thì phụ cấp cho Thượng nghị sĩ là 28,4 triệu.

## Tổ chức

### Ủy ban
Tính đến tháng 10/2014 thì Thượng viện có 7 Ủy ban
| Ủy ban                                                                               | Chủ tịch                 |
| ------------------------------------------------------------------------------------ | ------------------------ |
| Ủy ban các vấn đề Kinh tế                                                            | Jean-Claude Lenoir       |
| Ủy ban Đối ngoại, Quốc phòng và các lực lượng vũ trang                               | Jean-Pierre Raffarin     |
| Ủy ban Xã hội                                                                        | Alain Milon              |
| Ủy ban Văn hóa, Giáo dục và truyền thông                                             | Catherine Morin-Desailly |
| Ủy ban Phát triển bền vững, cơ sở hạ tầng, trang thiết bị và quy hoạch không gian    | Hervé Maurey             |
| Ủy ban Tài chính                                                                     | Michèle André            |
| Ủy ban Pháp luật (Ủy ban Hiến pháp, pháp luật, bầu cử, quy định và nguyên tắc chung) | Philippe Bas             |

### Văn phòng
Văn phòng bao gồm 26 thành viên: Chủ tịch, 8 Phó Chủ tịch, 3 viên tài vụ, 14 thư ký. Có nhiệm kỳ 3 năm. Văn phòng có đầy đủ quyền hạn để chủ trì các thủ tục tố tụng và tổ chức chỉ đạo tất cả các sự vụ trong Thượng viện. Tất cả các nhóm chính trị được cử đại diện tham gia Văn phòng.
Trong trường hợp Chủ tịch Thượng viện là Quyền Tổng thống, Văn phòng có trách nhiệm bầu hoặc chỉ định Phó Chủ tịch làm Quyền Chủ tịch Thượng viện.
Các viên tài vụ chịu trách nhiệm về quản lý hành chính các sự vụ trong Thượng viện.

## Các cuộc bầu cử
| Các cuộc bầu cử                                                         | Chủ tịch           |
| ----------------------------------------------------------------------- | ------------------ |
| 1959                                                                    | Gaston Monnerville |
| 1962 (bầu 1/3-nhóm A)                                                   | Gaston Monnerville |
| 1965 (bầu 1/3-nhóm B)                                                   | Gaston Monnerville |
| 1968 (bầu 1/3-nhóm C)                                                   | Alain Poher        |
| 1971 (bầu 1/3-nhóm A)                                                   | Alain Poher        |
| 1974 (bầu 1/3-nhóm B)                                                   | Alain Poher        |
| 1977 (bầu 1/3-nhóm C)                                                   | Alain Poher        |
| 1980 (bầu 1/3-nhóm A)                                                   | Alain Poher        |
| 1983 (bầu 1/3-nhóm B)                                                   | Alain Poher        |
| 1986 (bầu 1/3-nhóm C)                                                   | Alain Poher        |
| 1989 (bầu 1/3-nhóm A)                                                   | Alain Poher        |
| 1992 (bầu 1/3-nhóm B)                                                   | René Monory        |
| 1995 (bầu 1/3-nhóm C)                                                   | René Monory        |
| 1998 (bầu 1/3-nhóm A)                                                   | Christian Poncelet |
| 2001 (bầu 1/3-nhóm B)                                                   | Christian Poncelet |
| 2004 (bầu 1/3-nhóm C1 được bầu trong 6 năm, và C2 được bầu trong 9 năm) | Christian Poncelet |
| 2008 (bầu 1/3-nhóm A được bầu 1 nửa)                                    | Gérard Larcher     |
| 2011 (bầu 1/2-nhóm B và C1 trở thành nhóm 1)                            | Jean-Pierre Bel    |
| 2014 (bầu 1/2-nhóm A và C2 trở thành nhóm 2)                            | Gérard Larcher     |
| 2017 (bầu 1/2-nhóm 1)                                                   | -                  |